# Göran Hammarström (språkman)
Ulf Göran Emil Hammarström, född den 9 april 1922 i Landskrona, död den 15 december 2019 i Melbourne, var en svensk språkman.
Hammarström avlade studentexamen i Gävle 1940, filosofisk ämbetsexamen i Uppsala 1943 och filosofie licentiatexamen där 1949. Han promoverades till filosofie doktor i Uppsala 1953 och blev docent i romanska språk där samma år, i fonetik 1955. Hammarström var professor i fonetik vid Uppsala universitet 1965–1967, men var tjänstledig för att upprätthålla den professur i allmän språkvetenskap vid Monash University i Melbourne som han innehade 1965–1987. Han var lektor vid Victoria University of Technology i Melbourne 1988–1994, lektor i svenska vid University of Melbourne 1991–1994 och tillförordnad professor i romanska språk vid Mainz universitet 1994–1998.